# Darlan de Souza
Darlan Ferreira de Souza (Rio de Janeiro, 24 giugno 2002) è un pallavolista brasiliano, opposto del Verona.

## Biografia
È il fratello minore del pallavolista Alan de Souza.

## Carriera

### Club
Muove i primi passi nel settore giovanile del Fluminense, dal quale si trasferisce in quello del Sesi, venendo promosso in prima squadra a partire dalla stagione 2019-20, nella quale debutta in Superliga Série A: nel corso della sua militanza con la formazione paulista si aggiudica uno scudetto, venendo premiato come MVP e miglior opposto della competizione.
Nella stagione 2025-26 gioca per la prima volta all'estero, approdando nella Superlega italiana, dove difende i colori del Verona.

### Nazionale
Con la nazionale brasiliana under 19 conquista la medaglia d'oro al Campionato sudamericano 2018, venendo insignito del premio come MVP, e partecipa al campionato mondiale 2019; con l'under 21 invece partecipa al campionato mondiale 2021.
Nel 2022 debutta in nazionale maggiore alla Volleyball Nations League, andando poi a conquistare la medaglia di bronzo al campionato mondiale. In seguito si aggiudica la medaglia d'argento alla Coppa panamericana 2023, dove viene insignito dei premi come miglior servizio e miglior opposto, e quella d'oro ai XIX Giochi panamericani, ripetendosi come miglior servizio e miglior opposto. Nel 2025 mette al collo la medaglia di bronzo alla Volleyball Nations League.

## Palmarès

### Club
- Campionato brasiliano: 1

2023-24

### Nazionale (competizioni minori)
- Campionato sudamericano under 19 2018
- Coppa panamericana 2023
- Giochi panamericani 2023

### Premi individuali
- 2018 - Campionato sudamericano under 19: MVP
- 2023 - Coppa panamericana: Miglior servizio
- 2023 - Coppa panamericana: Miglior opposto
- 2023 - XIX Giochi panamericani: Miglior servizio
- 2023 - XIX Giochi panamericani: Miglior opposto
- 2024 - Superliga Série A: MVP
- 2024 - Superliga Série A: Miglior opposto
- 2025 - Superliga Série A: Miglior opposto